# Táska
Táska es un pueblo ubicado en el distrito de Marcali, en el condado de Somogy, Hungría.

## Superficie
Posee una superficie de 25,98 kilómetros cuadrados.

## Demografía
Hasta 2019 la población era de 368 habitantes, con una densidad de población de 14,16 habitantes por kilómetro cuadrado.